# Куріпка китайська
Куріпка китайська (Bambusicola thoracicus) — вид куроподібних птахів родини фазанових (Phasianidae). Ендемік Китаю, інтродукований до Японії. Острівна куріпка раніше вважалася підвидом китайської куріпки, однак була визнана окремим видом.

## Опис

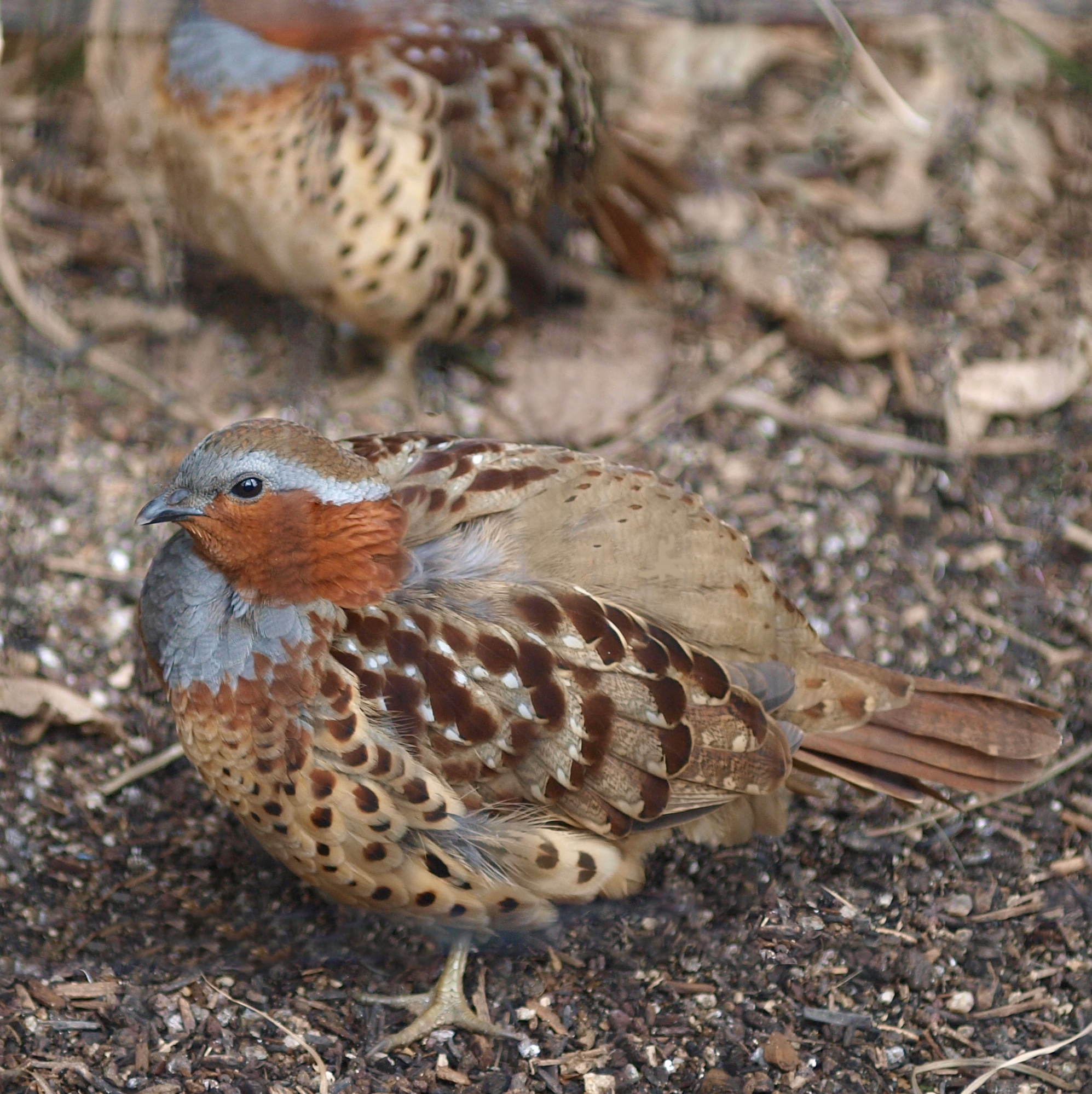
Китайська куріпка

Довжина птаха становить 28-33 см, вага 200-350 г. Самці є дещо більшими за самиць. Тім'я і потилиця коричневі, пера на них мають рудуваті кінчики. Лоб, передня частина обличчя і широкі "брови" над очима сизі. "Брови" доходять до потилиці, знизу за очима вони окаймлені вузькою темною смугою. Підборіддя, горло, щоки і шия з боків яскраво-рудувато-коричневі, груди сизі, знизу окаймлені нечіткою рудувато-коричневою смугою. Решта нижньої частини тіла і боки яскраво-охристі, боки поцятковані чорними або бурими плямами. Верхня частина тіла оливково-коричнева, верхня частина спини і плечі поцятковані темними смужками і темно-бордовими плямами, на крилах вони переходять у чорні плями, частоково окаймлені білими смугами. Крила сірувато-коричневі. Нижня частини спини, надхвістя і верхні покривні пера хвоста оливково-коричневі. поцятковані невеликими темними плямками. Хвіст рудувато-коричневий, поцяткований охристо-коричневими смугами. Райдужки темно-карі, дзьоб сірий з чорним кінчиком, лапи сірувато-оливково-зелені, у самців на лапах є шпори. Молоді птахи мають переважно сірувато-коричневе забарвлення, нижня частина тіла у них поцяткована охристими смугами.

## Поширення і екологія
Китайські куріпки мешкають в Південному Китаї, від Сичуанської западини і провінції Гуйчжоу на схід через Хунань, схід Цзянсі і північ Гуандуну до Фуцзяня і південного Чжецзяна. У 1919 році вони були інтродукований до Японії, де успішно прижилися і наразі поширені на Кюсю, Сікоку південному Хонсю та на сусідніх островах, а також на островах Міяко, Хатідзьо та Іото. Також були спроби інтродукувати птахів на Гаваях. Китайські куріпки живуть в лісах, чагарникових і бамбукових заростях та на луках, в Японії також в парках. Зустрічаються парами або зграйками до 20 птахів, на висоті до 1000 м над рівнем моря, місцями на висоті до 2000 м над рівнем моря. Взимку в Японії птахи іноді формують зграї до 40 птахів. Китайські куріпки живляться листям, пагонами, насінням і безхребетними. Сезон розмноження у них триває в квітні-травні. Птахи гніздяться в невеликій заглибині в землі, біля підніжжя дерева, серед чагарників або в густій траві. В кладці від 3 до 7 охристих або блідо--коричневих яєць. Інкубаційний період триває 17-19 днів, насиджують лише самиці. За пташенятами доглядають і самиці, і самці.